# Marie Bastlová
Marie Bastlová, roz. Valášková (* 1. ledna 1982), je česká redaktorka a moderátorka.
Na Fakultě sociálních věd Karlovy univerzity vystudovala žurnalistiku a mediální studia (2008), na Právnické fakultě obor právo (2007). V rámci programu Erasmus studovala evropské právo na Université Toulouse 1 Capitole ve Francii.
Začínala jako sportovní redaktorka serveru Lidovky.cz, později se stala redaktorkou Lidových novin. Od roku 2008 pracovala pro Hospodářské noviny jako parlamentní zpravodajka a později na pozici politické reportérky. V roce 2011 byla oceněna Novinářskou křepelkou za „vytrvalou zvídavost a investigaci“. V roce 2015 se stala politickou analytičkou Českého rozhlasu Plus, avšak brzy přešla do Radiožurnálu, kde v letech 2017–2020 moderovala pořad Dvacet minut Radiožurnálu, za jehož rozhovory v roce 2019 získala Novinářskou cenu.
Od května do prosince 2020 moderovala diskuzní pořad K věci na CNN Prima News. V následujícím roce přešla do redakce Seznam Zpráv, kde moderuje podcast Ptám se já. Pořad má od ledna 2021 už 820 dílů. Od března 2024 moderuje také druhý podcast s názvem Mediální cirkus, který je zaměřen na dění na mediální scéně.
V únoru 2025 obdržela novinářskou Cenu Ferdinanda Peroutky za rok 2024.